# 5인의 왼손잡이
"5인의 왼손잡이"는 한국에서 제작된 김봉환 감독의 1970년 영화이다. 장동휘 등이 주연으로 출연하였고 신상옥 등이 제작에 참여하였다.

## 출연

### 주연
- 장동휘
- 이대엽
- 오지명
- 정혜선

## 제작진
- 조명: 박영륭
- 미술: 노인택